# Yevgueni Riumin
Yevgueni Riumin fue un deportista soviético que compitió en esgrima, especialista en la modalidad de florete. Ganó una medalla de oro en el Campeonato Mundial de Esgrima de 1962 en la prueba por equipos.

## Palmarés internacional
| Campeonato Mundial | Campeonato Mundial       | Campeonato Mundial | Campeonato Mundial  |
| Año                | Lugar                    | Medalla            | Prueba              |
| ------------------ | ------------------------ | ------------------ | ------------------- |
| 1962               | Buenos Aires (Argentina) | Medalla de oro     | Florete por equipos |